# Then And Again
Then And Again – album amerykańskiego artysty rockowego Voltaire’a, wydany 26 października 2004 roku przez Projekt Records.
Na albumie znajduje się cover utworu Lovesong z repertuaru The Cure. Utwór Goodnight Demonslayer znalazł się później na albumie z największymi przebojami Voltaire’a Deady Sings! oraz w wersji na żywo na albumie Live!.

## Lista utworów
1. "Crusade"
2. "Lovesong"
3. "The Happy Song"
4. "Wall of Pride"
5. "Welcome to the World"
6. "Believe"
7. "Hallo Elskan Min"
8. "Born Bad"
9. "Goodnight Demonslayer"